# Catedral de San Nicolás (Đà Lạt)
La Catedral de San Nicolás o más formalmente Catedral de San Nicolás de Bari (en vietnamita: Nhà thờ chính tòa Đà Lạt o Nhà thờ chính tòa Thánh Nicôla Bari) es una catedral católica, sede de la diócesis de Đà Lạt, sufragánea de la arquidiócesis de Ho Chi Minh (todavía alternativamente llamada Saigón). Está situado en Da Lat, capital de la provincia de Lam Dong, en las tierras altas centrales de Vietnam. Hay cinco misas cada domingo.
El edificio fue construido como parroquia católica por los franceses en 1931 a 1932 en un estilo ecléctico neorrománico, pero el interior no se completó hasta 1942. Reemplaza una antigua iglesia construida en 1917 con modificaciones en el presbiterio.
La ciudad en las montañas a 1.500 metros sobre el nivel del mar era entonces donde la elite colonial y los vietnamitas venían a descansar y escapar del calor. También es un lugar donde los pacientes con tuberculosis venían para el tratamiento en sanatorios. El Instituto Pasteur se abrió en 1935. Había un cementerio europeo alrededor de la iglesia, que ya no esta en uso.

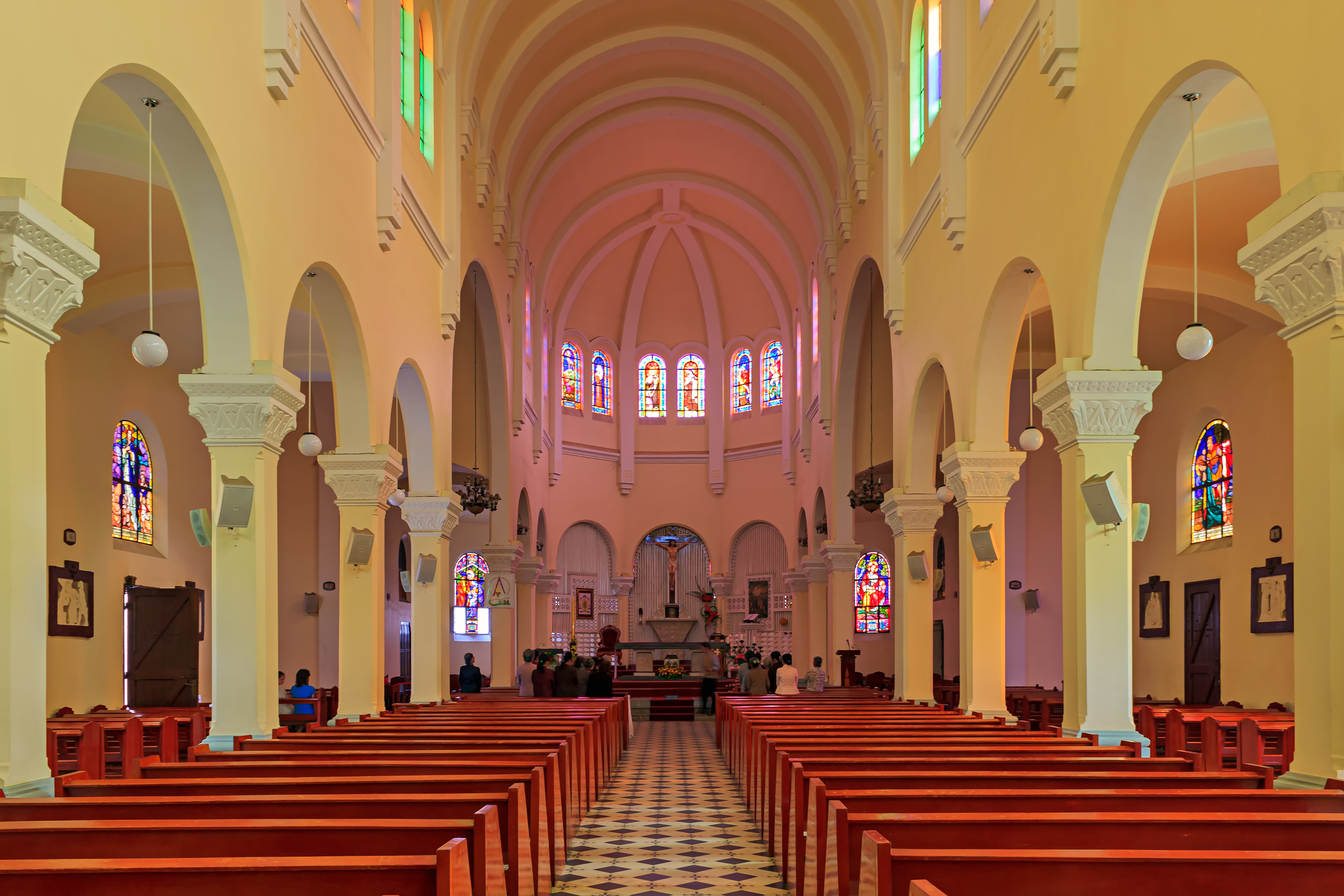
Vista interna